# Pedro Barreto
Pedro Ricardo Barreto Jimeno S.J. (Lima, 12 februari 1944) is een Peruviaans geestelijke en een kardinaal van de Rooms-Katholieke Kerk.
Barreto trad op 30 mei 1961 in bij de orde der Jezuïeten. Van 1965 tot 1967 studeerde hij in Spanje filosofie aan de universiteit van Alcalá de Henares. Terug in Peru studeerde hij van 1967 tot 1971 theologie aan het priesterseminarie San Antonio Abad in Cuzco en aan de pauselijke faculteit in Lima.
Barreto werd op 18 december 1971 priester gewijd. In 1972 werd hij hoogleraar aan het college Cristo Rey in Tacna alsmede superior van de daar aanwezige jezuïetengemeenschap. In 1982 werd hij superior van het college Francisco Javier in Lima. Hij bekleedde tevens meerdere functies in de Peruviaanse Jezuïetenprovincie.
Op 21 november 2001 werd Barreto benoemd tot apostolisch vicaris van Jaén en Peru o San Francisco Javier en tevens tot titulair bisschop van Acufida; zijn bisschopswijding vond plaats op 1 januari 2002. Op 17 juli 2004 volgde zijn benoeming tot aartsbisschop van Huancayo.
Barreto werd tijdens het consistorie van 28 juni 2018 kardinaal gecreëerd. Hij kreeg de rang van kardinaal-priester. Zijn titelkerk werd de Santi Pietro e Paolo a Via Ostiense. 
Barreto ging op 12 februari 2024 met emeritaat. Op dezelfde dag verloor hij - in verband met het bereiken van de 80-jarige leeftijd - het recht om deel te nemen aan een toekomstig conclaaf.
- Library of Congress Control Number: no2013109508
- Virtual International Authority File: 307448120
- WorldCat: E39PBJfCtmdfD7h8j76GD9WMT3